# Ron Crevier
Ronald Joseph Oscar Camille Crevier, detto Ron (Montréal, 14 aprile 1958), è un ex cestista canadese, professionista nella NBA.

## Carriera
Venne selezionato dai Chicago Bulls al quarto giro del Draft NBA 1983 (75ª scelta assoluta).
Con il Canada disputò i Campionati mondiali del 1982.